# Prawiedniki
Prawiedniki – wieś w Polsce położona w województwie lubelskim, w powiecie lubelskim, w gminie Głusk. Leży nad rzeką Bystrzycą, przy drodze powiatowej z Lublina do Bychawy.
| SIMC    | Nazwa               | Rodzaj    |
| ------- | ------------------- | --------- |
| 1021027 | Kolonia Prawiedniki | część wsi |

W 1974 roku wieś utraciła 119 ha na rzecz Lublina
Wieś stanowi sołectwo gminy Głusk. Według Narodowego Spisu Powszechnego Ludności i Mieszkań z roku 2011 wieś miała 1146 mieszkańców.

## Opis
Historia
Wieś jest wzmiankowana po raz pierwszy w roku 1414, jako własność szlachecka Mikołaja z Prawiednik.
Wieś szlachecka położona była w drugiej połowie XVI wieku w powiecie lubelskim województwa lubelskiego. 
Do roku 1784 miejscowość znajdowała się pod własnością Kiełczewskich. W owym roku wieś kupił Franciszek Grabowski. W roku 1833 Prawiedniki odziedziczył Kazimierz Grabowski, a następnie, w 1835 roku, Tomasz Grabowski.
W latach 40. XVIII wieku wieś była własnością Marii Urszuli Stadnickiej oraz jej męża – Juliusza. Potem majątek został rozdzielony między ich dzieci.
Do roku 1885 we wsi istniały park dworski i folwark z dwoma budynkami murowanymi i ośmioma drewnianymi. Obecnie nie ma po nich śladu.
W 1904 roku nastąpiła rozsprzedaż dóbr chłopom.
W czasie okupacji niemieckiej mieszkająca we wsi rodzina Packów udzieliła pomocy Żydom Chava-Chanie Klig z domu Vilner, Basi Golan z domu Klig. W 1995 roku władze Instytutu Jad Waszem podjęły decyzję o przyznaniu Stanisławowi, Wiesławowi Leszkowi i Jerzemu Pacek tytułu Sprawiedliwych wśród Narodów Świata.
W latach 1975–1998 miejscowość administracyjnie należała do ówczesnego ówczesnego województwa lubelskiego.
Instytucje i firmy
Na obszarze Prawiednik znajdują się szkoła podstawowa im. Kornela Makuszyńskiego, dwa sklepy spożywcze i dwa zajazdy o nazwach Katarzynka i Anastazja. W lubelskiej części Prawiednik znajduje się też Bar Pod Pstrągiem z dwoma stawami.
Komunikacja
Wieś ma stałe połączenie z Lublinem dzięki linii komunikacji miejskiej nr 25. Zatrzymują tu się także busy z Lublina do Bychawy lub do Starej Wsi.